# Великолепная семёрка снова в седле
«Великолепная семёрка снова в седле» — американский кинофильм в жанре вестерна.

## Сюжет
Крис Адамс решил уйти на покой, поступил на службу шерифом и собрался жениться. За спокойную жизнь приходится расплачиваться: он засадил в тюрьму нескольких своих бывших друзей, и теперь они жаждут мести. Невеста уговаривает его отпустить восемнадцатилетнего Шелли, но за его свободу Адамсу пришлось расплатиться по полной — шайка Шелли убивает невесту шерифа, а его тяжело ранят. А тут ещё тревожные новости из близлежащего городка: одна из банд под предводительством некоего Де Торо постоянно совершает грабительские набеги, бандиты убивают мужчин и насилуют женщин. Чтобы разобраться со всем этим, Крису придется тряхнуть стариной, но готов ли кто-нибудь ещё выступить на его стороне?

## В ролях
- Ли Ван Клиф — маршал Крис Адамс
- Стефани Пауэрс — Лори Ганн
- Майкл Каллан — Ной Форбс
- Мариетта Хартли — Арилла Адамс
- Люк Эскью — Марк Скиннер
- Педро Армендарис-мл. — Пепе Каррал
- Ральф Уэйт — Джим Маккей
- Мелисса Мёрфи — Мадж Бачанан
- Уильям Лакинг — Уолт Драммонд
- Джеймс Сиккинг — капитан Энди Хайс
- Эд Лоутер — Скотт Эллиот
- Эллин Энн МакЛери — миссис Донаван
- Гэри Бьюзи — Хэнк Аллан
- Роберт Джаффе — Боб Аллан
- Дэррелл Ларсон — Шелли
- Рон Стейн — Хуан Де Торо
- Джейсон Уингрин — надзиратель тюрьмы

## Факты
- Это единственный фильм из серии, полностью снятый в США. Кадры в фильме были сняты на территории природного парка «Васкес-Рокс» и Государственного исторического парка долины Антилопы.[1]

- Когда фильм впервые вышел в кинотеатрах Великобритании, BBFC внес сокращения, чтобы получить рейтинг «A». Все сокращения были отменены в 1995 году, когда фильму был присвоен сертификат «PG» для домашнего видео.[1]